# Кандия, Салустиано
Салустиа́но Ка́ндия (исп. Salustiano Antonio Candia; 8 июля 1983, Асунсьон) — парагвайский футболист, защитник клуба «Гвайренья» и сборной Парагвая.

## Биография
Салустиано Кандия родился в столице Парагвая, однако профессиональную карьеру начал в клубе «2 мая» из Педро-Хуан-Кабальеро, на северо-востоке страны. В первом же сезоне Кандия помог своей команде выиграть Второй дивизион чемпионата Парагвая. В 2006 году команда, хотя и финишировала на третьем месте с конца в сводной таблице чемпионата, довольно уверенно выступала и практически не боролась за выживание. На Кандию обратили внимание более сильные клубы и 2007 год парагваец начал в аргентинском «Годой-Крусе», но закрепиться там не сумел и вторую половину года провёл в другой аргентинской команде, «Олимпо».
После сезона, проведённого в «Веракрусе», Чано вернулся в Аргентину, где уже уверенно влился в состав «Колона» на следующие три года. В январе 2012 года Кандия получил приглашение от самого титулованного клуба своей родины, «Олимпии», и сразу же согласился, поскольку с детства являлся болельщиком этой команды. Олимпия приобрела 50 % прав на защитника, контракт которого рассчитан на 3 года.
Кандия довольно быстро стал одним из лидеров в новой команде, в 2013 году, после ухода Хулио Сесара Касереса, он стал одним из капитанов «Олимпии», вместе с Мартином Сильвой и Хулио Сесаром Мансуром. На протяжении большей части турнира Кубка Либертадорес 2013 года, включая финальные матчи, Кандия выводил «Олимпию» в качестве капитана.
В составе сборной Парагвая Кандия дебютировал только в 28 лет, уже после перехода в «Олимпию», 12 февраля 2012 года. В товарищеском матче против Чили (2:0) Чано вышел в стартовом составе и провёл на поле все 90 минут.

## Титулы
- Чемпион Парагвая (2): Клаусура 2015, Апертура 2017
- Чемпион Второго дивизиона Парагвая (1): 2005
- Третий призёр чемпионата Аргентины (1): 2009 (Апертура)
- Чемпион Примеры B Аргентины (1): 2006/07
- Финалист Кубка Либертадорес (1): 2013